# Heterostemma succosum
Heterostemma succosum är en oleanderväxtart som beskrevs av Kerr. Heterostemma succosum ingår i släktet Heterostemma och familjen oleanderväxter. Inga underarter finns listade i Catalogue of Life.